# Skärsjön (Älvsereds socken, Västergötland, 634767-132452)
Skärsjön är en sjö i Falkenbergs kommun i Västergötland och ingår i Ätrans huvudavrinningsområde. Sjön har en area på 0,723 kvadratkilometer och ligger 146 meter över havet. Sjön avvattnas av vattendraget Kvarnabäcken. Vid provfiske har abborre och mört fångats i sjön.

## Delavrinningsområde
Skärsjön ingår i det delavrinningsområde (634771-132444) som SMHI kallar för Inloppet i Storasjön. Medelhöjden är 151 meter över havet och ytan är 3,6 kvadratkilometer. Det finns inga avrinningsområden uppströms utan avrinningsområdet är högsta punkten. Kvarnabäcken som avvattnar avrinningsområdet har biflödesordning 2, vilket innebär att vattnet flödar genom totalt 2 vattendrag innan det når havet efter 78 kilometer. Avrinningsområdet består mestadels av skog (72 %). Avrinningsområdet har 0,73 kvadratkilometer vattenytor vilket ger det en sjöprocent på 20,2 %.